# Eupheme
A Eupheme (hivatalos azonosítója 2003 J 3, másképp Jupiter LX) a Jupiter egyik holdja, amit Scott S. Sheppard és munkatársai fedeztek fel 2003-ban.
Az átmérője nagyjából 2 km, átlagos távolsága a Jupitertől 19 622 ezer km. Keringési ideje 581,561 nap, pályahajlása 148,9 fok.